# 6 Pułk Artylerii Lekkiej (II RP)

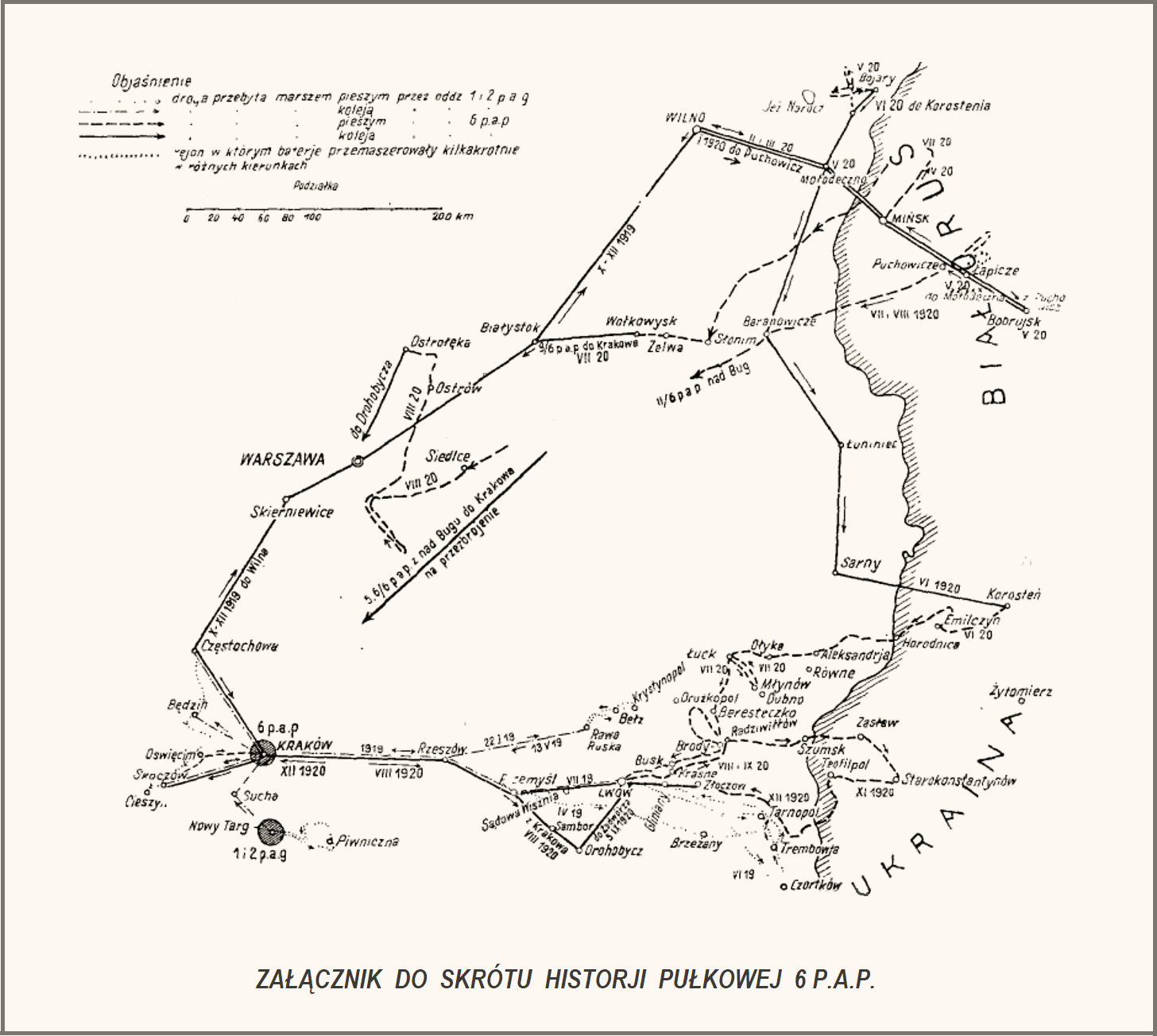
Kazimierz Kuś, Zarys historji wojennej 6-go pułku artylerji polowej

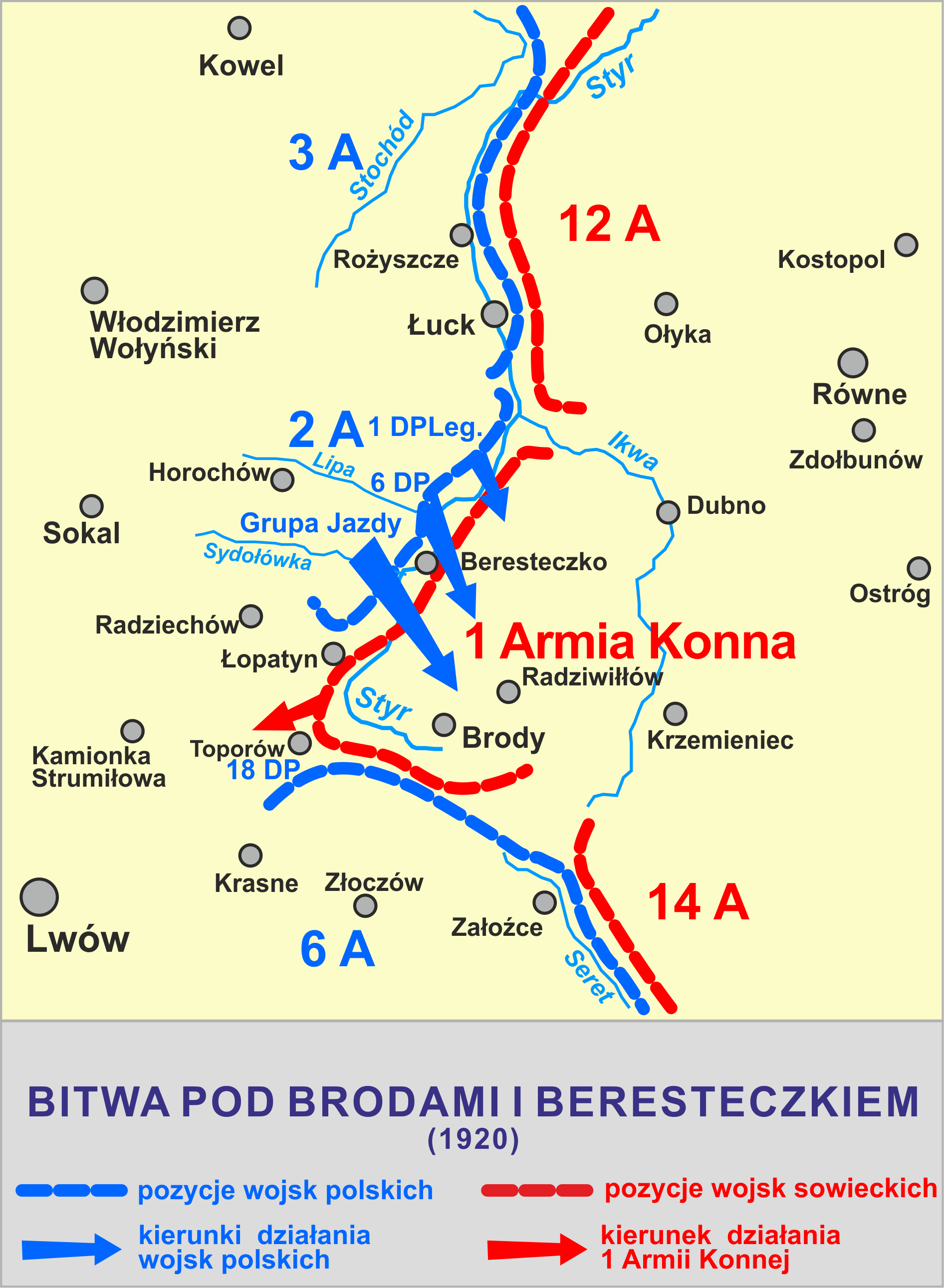
29 lipca – 3 sierpnia 1920

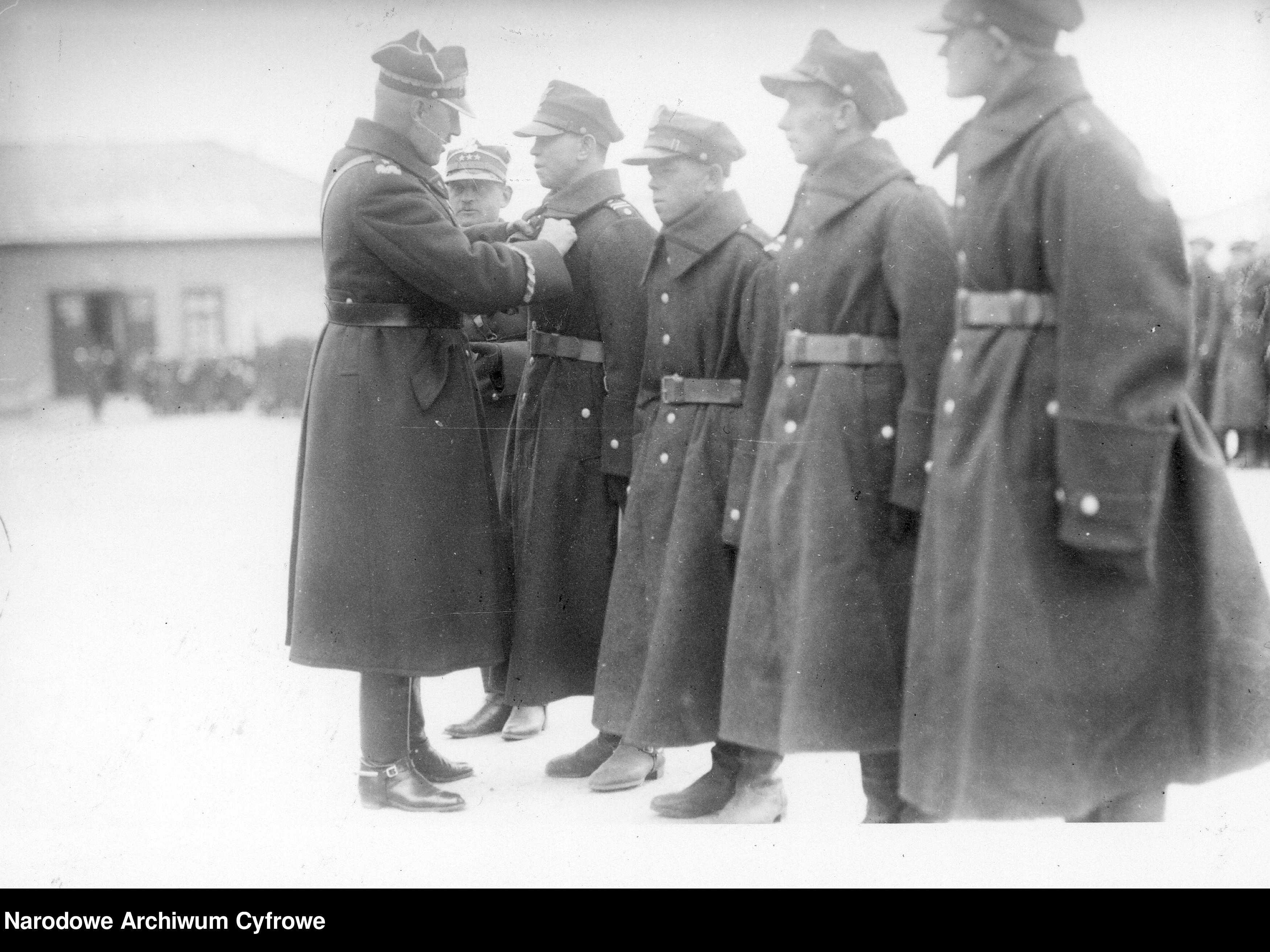
Gen. dyw. Stanisław Wróblewski dekoruje Krzyżami Zasługi kpr. Jana Mierząda i trzech kanonierów, którzy "wzorowo, z narażeniem życia spełnili obowiązek żołnierski podczas wybuchu magazynu amunicyjnego"

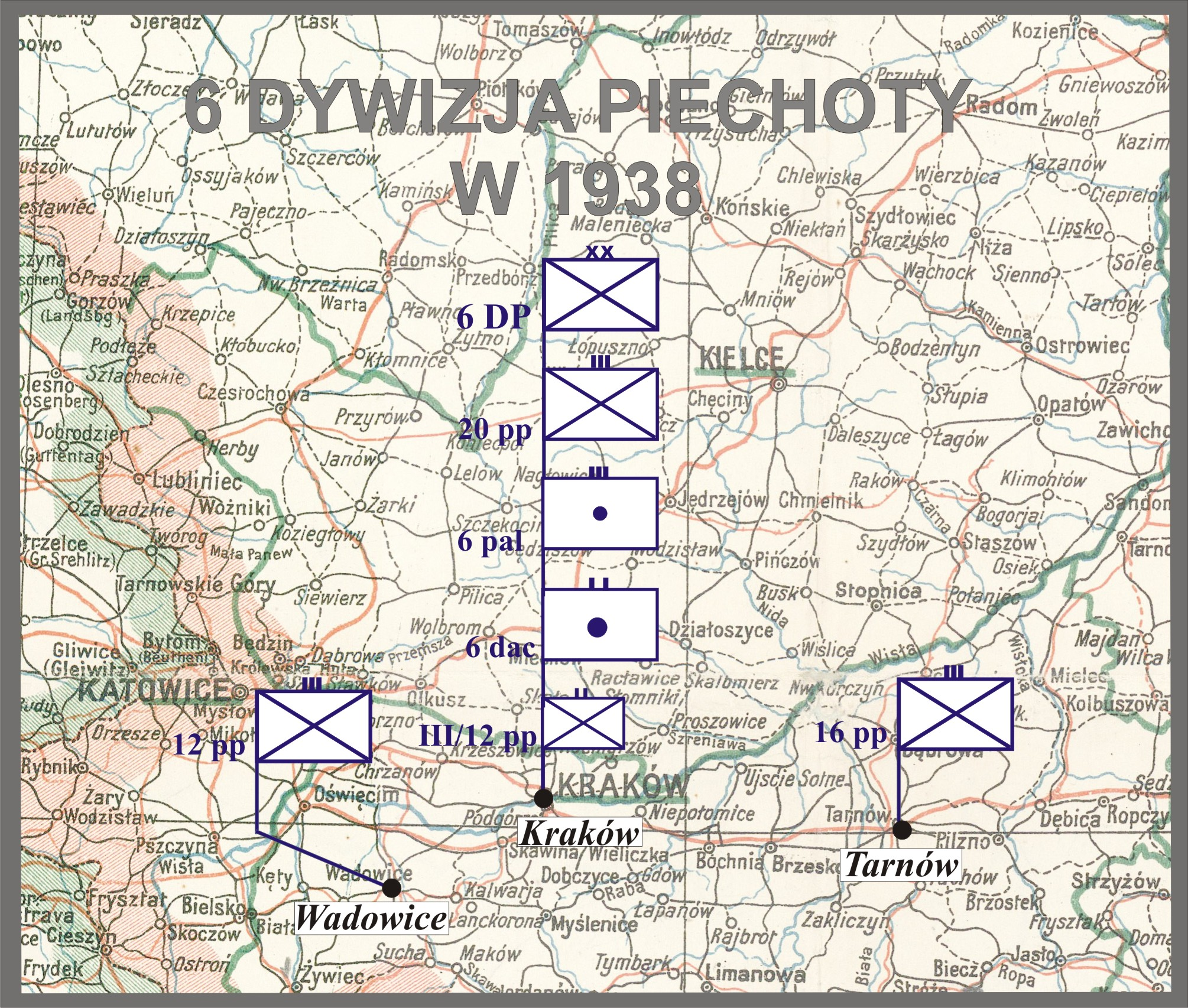
6 DP w 1938

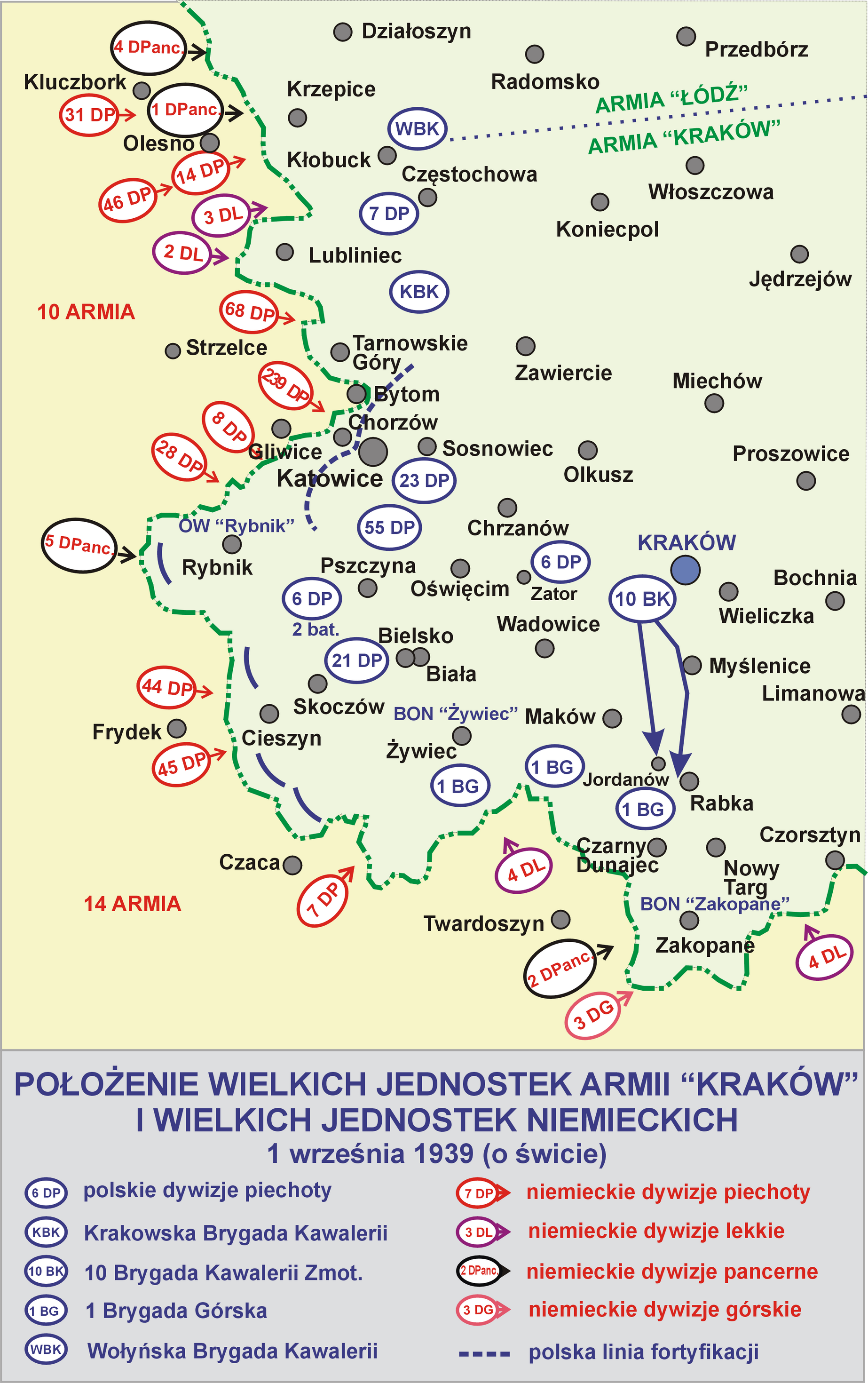
Pułk walczył w składzie 6 DP

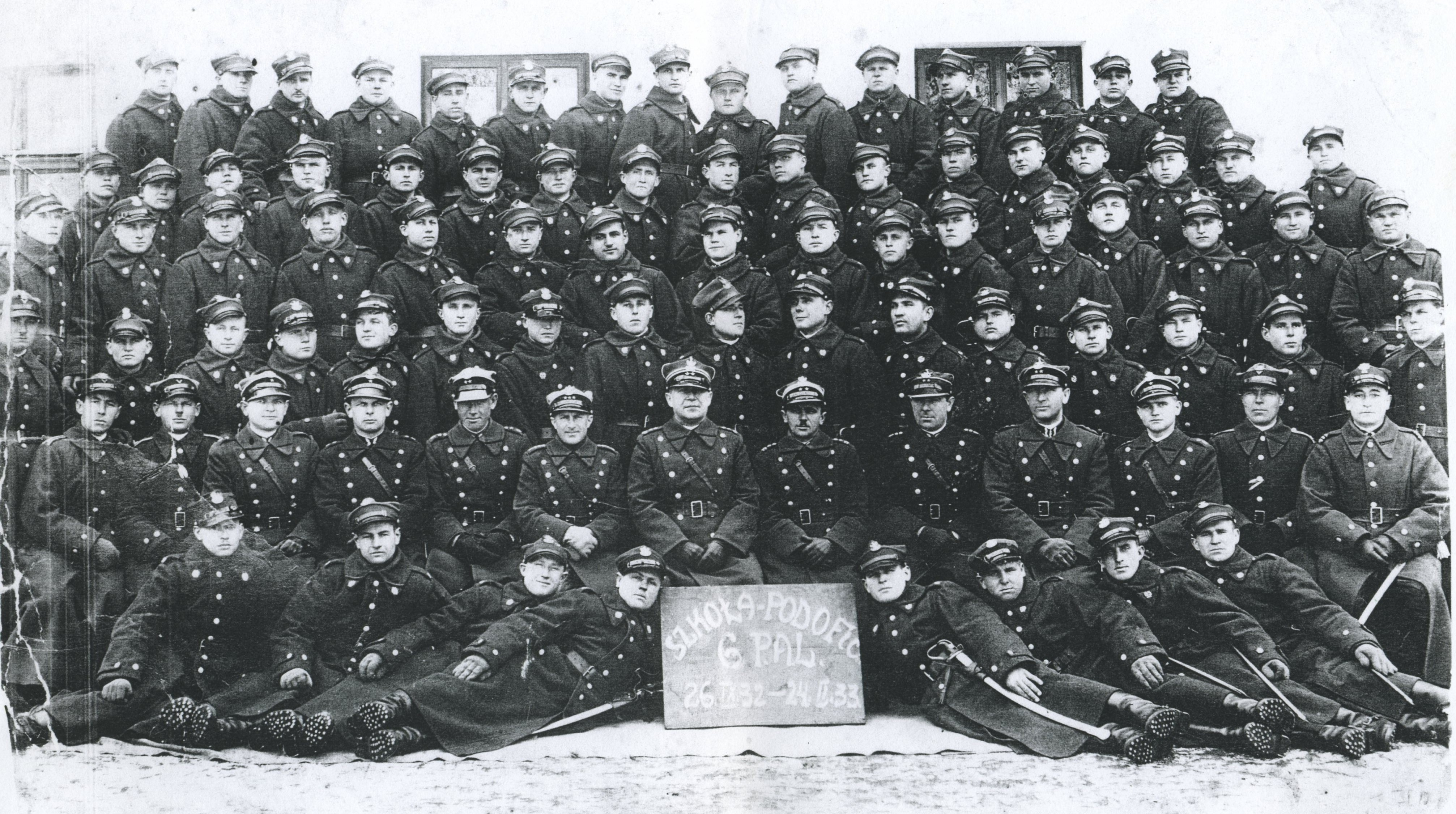
Żołnierze szkoły podoficerskiej 6 pal z Krakowa.
Zima 1932~-1933

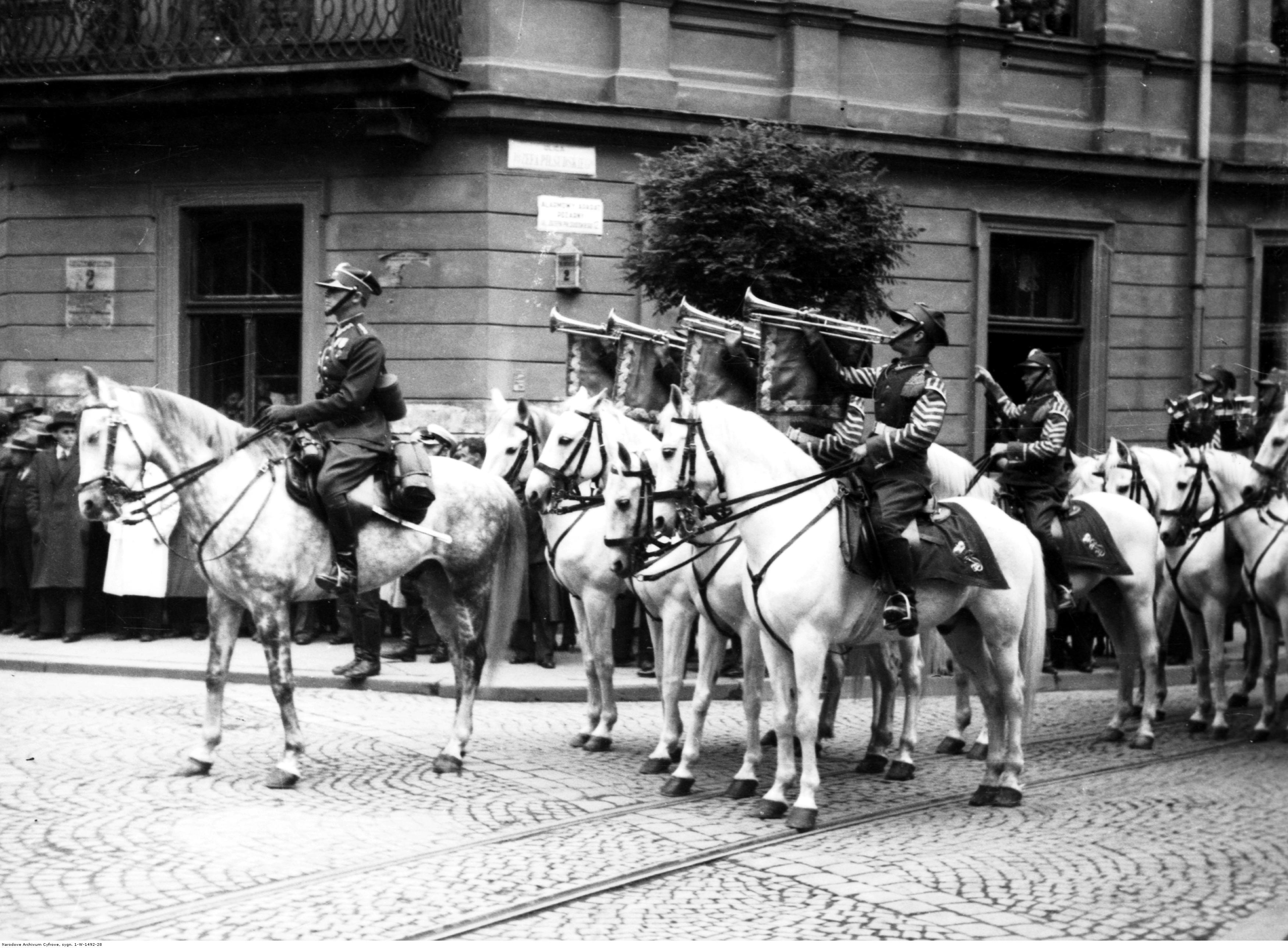
Piętnastolecie 6 pal w Krakowie - pluton trębaczy; maj 1934 r.

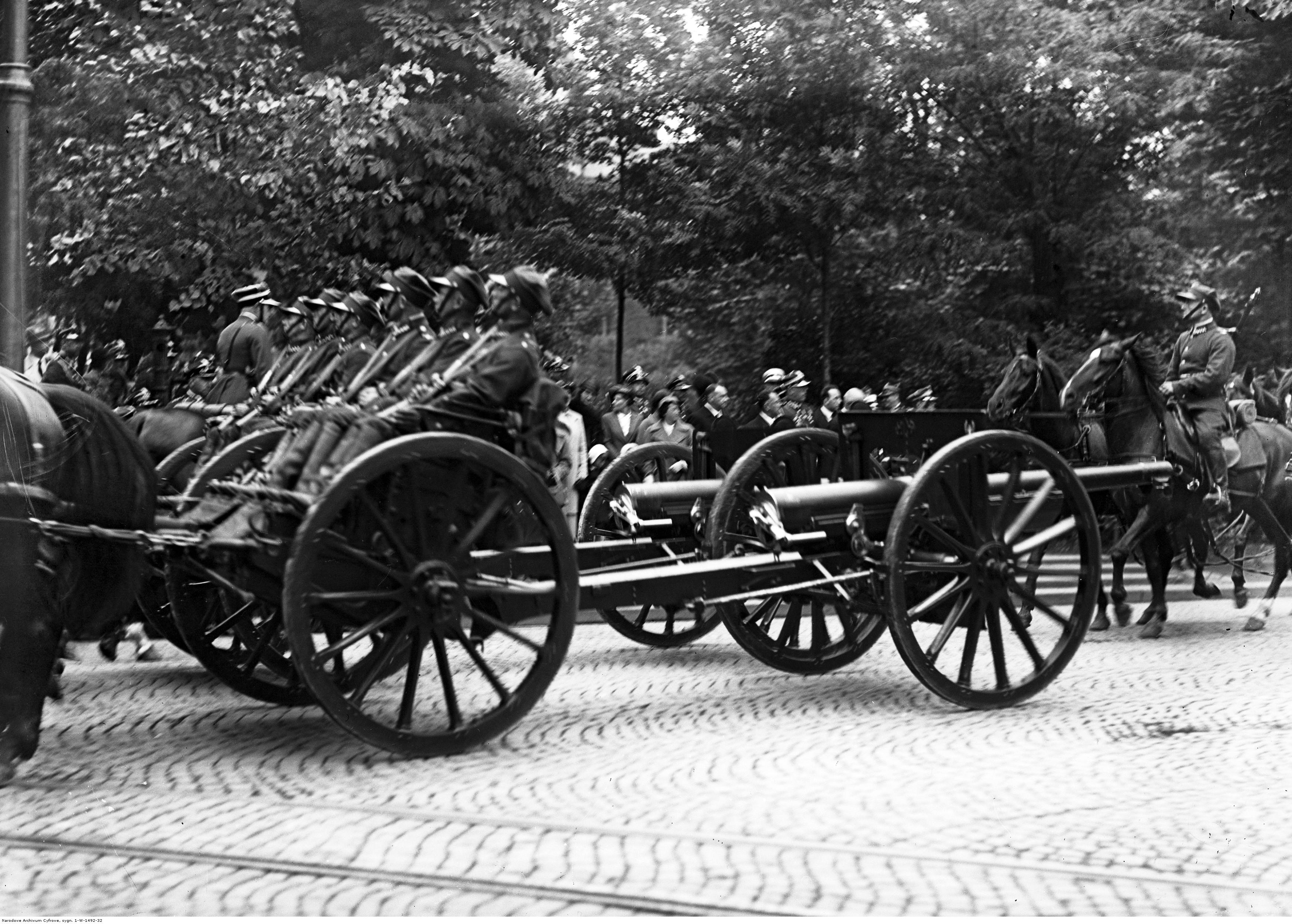
Piętnastolecie 6 pal w Krakowie - defilada baterii armat 75 mm wz. 1897

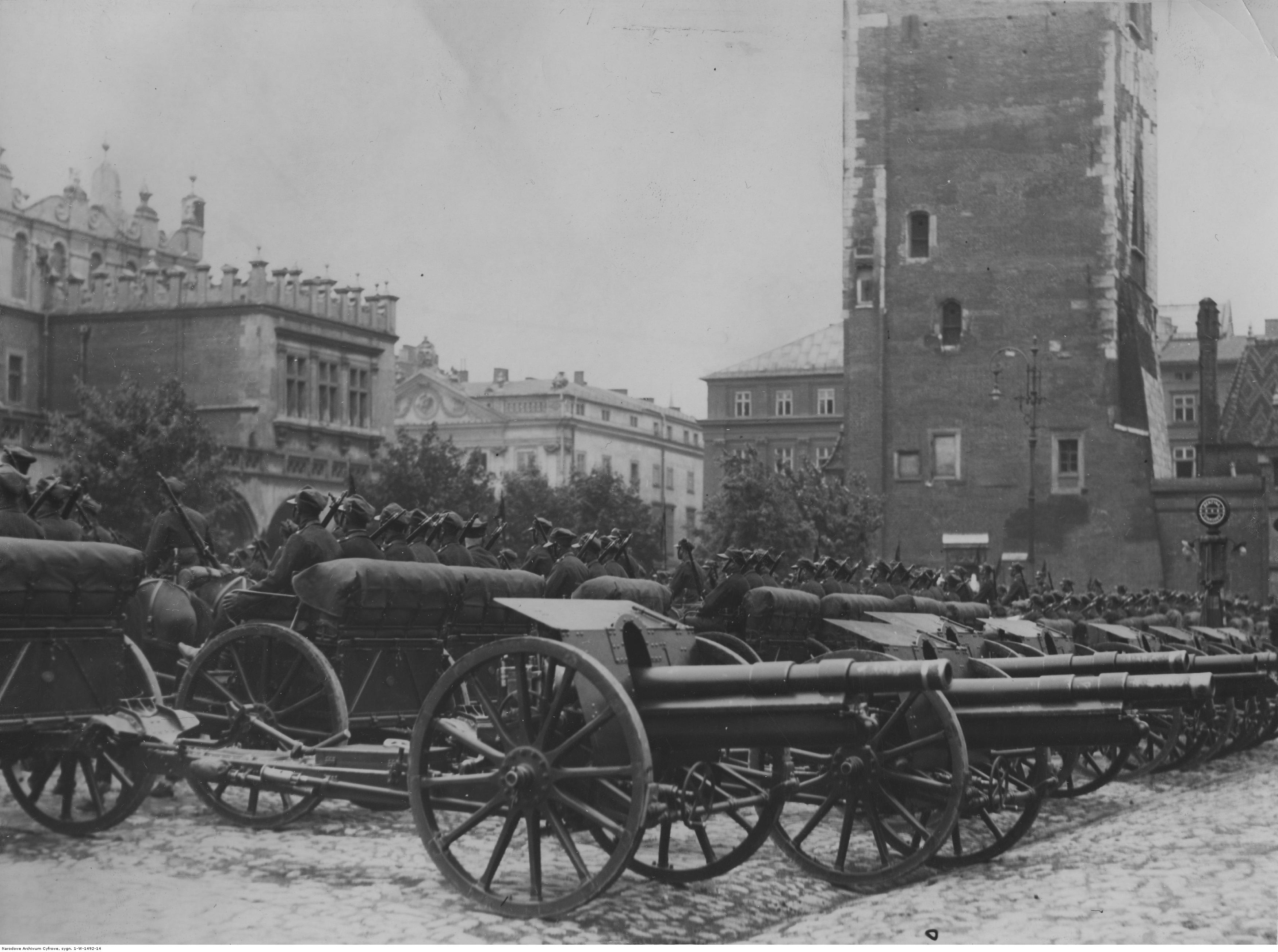
Piętnastolecie 6 pal w Krakowie - baterie haubic 100 mm wz 1914/19

6 Pułk Artylerii Lekkiej (6 pal) – oddział artylerii lekkiej Wojska Polskiego w II Rzeczypospolitej.
Pułk walczył w 1920 w wojnie polsko-bolszewickiej i w 1939 w kampanii wrześniowej.
Stacjonował w garnizonie Kraków – Łobzów, w koszarach im. generała Wincentego Aksamitowskiego przy ul. Bartosza Głowackiego oraz w obrębie fortu VII.

Był organiczną jednostką artylerii 6 Dywizji Piechoty.

Pod względem wyszkolenia podlegał dowódcy 6 Grupy Artylerii.

## Formowanie i walki
Powstał jako 6 pułk artylerii polowej w maju 1919 z wcześniej zorganizowanych oddziałów. Geneza oddziału wiąże się z organizowanym w październiku i listopadzie 1918 w Nowym Targu 1 pułkiem artylerii górskiej oraz w Krakowie w styczniu 1919 3 pułkiem artylerii wałowej (przemianowanego na 2 pułk artylerii górskiej). Z chwilą przybycia wojsk gen. Hallera część żołnierzy z jednego i drugiego pułku weszła do utworzonego 6 pap.
Pułk brał udział w działaniach na Ukrainie w 1919 i w wojnie polsko-bolszewickiej. We wrześniu 1920 pułk dysponował armatami francuskimi i austriackimi 100 mm haubicami.
| Obsada personalna pułku w 1920 | Obsada personalna pułku w 1920           |
| Stanowisko                     | Stopień, imię i nazwisko                 |
| ------------------------------ | ---------------------------------------- |
| Dowódca pułku                  | ppłk Karol Grodzicki (do 9 IX?)          |
| Dowódca pułku                  | ppłk Ryszard Frendl                      |
| Adiutant                       | por. Stanisław Żuczkiewicz               |
| Oficer łączności               | por. Tadeusz Holender                    |
| Dowódca I dywizjonu            | kpt./mjr Jan Spilka (od X w sztabie 6 A) |
| Dowódca I dywizjonu            | mjr dr January Treter                    |
| Dowódca I dywizjonu            | wz por. Alfred Chmelik                   |
| Adiutant                       | ppor. Henryk Nachman                     |
| Oficer kasowy                  | ppor. Kazimierz Firla                    |
| Lekarz                         | ppor. podlek. Stanisław Ćmikiewicz       |
| Lekarz wet.                    | por. lek. wet. Henryk Zinn               |
| Lekarz wet.                    | pchor. wet. Krajecki                     |
| Lekarz wet.                    | rtm. lek. wet. Józef Kwiatkowski         |
| Dowódca I baterii              | por. Alfred Chmelik                      |
| Oficer baterii                 | ppor. Hieronim Bańkowski                 |
| Oficer baterii                 | ppor. Kazimierz Kuś                      |
| Oficer zaprzęgowy              | ppor. Franciszek Rafacz                  |
| Dowódca plutonu                | plut. Adam Mastalski                     |
| Dowódca 2 baterii              | por. Tadeusz Michałowski                 |
| Oficer baterii                 | por. Jan Cebula                          |
| Oficer baterii                 | ppor. Bronisław Maszlanka                |
| Oficer baterii                 | ppor. Józef Szobowicz                    |
| Dowódca 3 baterii              | por. Juliusz Gromczakiewicz              |
| Oficer baterii                 | ppor. Mieczysław Hubert                  |
| Oficer baterii                 | ppor. Józef Kubowicz                     |
| Oficer baterii                 | ppor. Władysław Orzelski                 |
| Dowódca II dywizjonu           | ppłk Bronisław Kuczewski                 |
| Lekarz wet.                    | por. lek. wet. Józef Szymański           |
| Dowódca 4 baterii              | ppor. Józef Maj Majewski                 |
| Oficer baterii                 | ppor. Lucjan Chwalibóg                   |
| Dowódca III dywizjonu          | por. Ludwik Buczek (do 9 IX)             |
| Dowódca III dywizjonu          | ppłk Karol Grodzicki                     |
| Dowódca III dywizjonu          | wz por./kpt. Aleksander Tupaj            |
| Dowódca III dywizjonu          | wz por. Ludwik Buczek                    |
| Adiutant                       | ppor. Józef Raciąski                     |
| Oficer łączności               | ppor. Zygmunt Bałaban                    |
| Oficer prowiantowy             | ppor. prow. Józef Szymański              |
| Lekarz                         | por. lek. dr Samuel Kracowski            |
| Lekarz wet                     | por. lek. wet. Paweł Mazurkiewicz        |
| Oficer gazowy                  | pchor. Rudolf Brauning                   |
| Dowódca 7 baterii              | por. Ludwik Buczek                       |
| Dowódca 7 baterii              | wz por. Jerzy Lgocki                     |
| Oficer baterii                 | ppor. Stanisław Górowski                 |
| Oficer baterii                 | ppor. Józef Morawski                     |
| Dowódca 8 baterii              | por. Daniel Rittman                      |
| Oficer baterii                 | ppor. Stefan Grodzicki                   |
| Oficer baterii                 | ppor. Władysław Katz                     |
| Oficer pułku (dowódca baterii) | por. Władysław Fryszczyn                 |
| Oficer pułku                   | kpt. dr Ignacy Cieszyński                |

### Kawalerowie Virtuti Militari
Gwiazdką przy nazwisku oznaczono żołnierzy odznaczonych dekretami L. 2639 i 2642 Naczelnego Wodza z 22 lutego 1921.
| Żołnierze pułku odznaczeni Krzyżem Srebrnym Orderu Wojskowego Virtuti Militari za wojnę 1918–1920 | Żołnierze pułku odznaczeni Krzyżem Srebrnym Orderu Wojskowego Virtuti Militari za wojnę 1918–1920 | Żołnierze pułku odznaczeni Krzyżem Srebrnym Orderu Wojskowego Virtuti Militari za wojnę 1918–1920 |
| ------------------------------------------------------------------------------------------------- | ------------------------------------------------------------------------------------------------- | ------------------------------------------------------------------------------------------------- |
| kpt. Ludwik Buczek *                                                                              | por. Alfred Chmelik *                                                                             | plut. Julian Chrobak                                                                              |
| ppłk Ryszard Frendl *                                                                             | ppłk Karol Grodzicki *                                                                            | por. Juliusz Gromczakiewicz *                                                                     |
| kpr. Aleksander Issakiewicz                                                                       | kpr. Władysław Jaśko *                                                                            | por. Kazimierz Kuś                                                                                |
| ogn. Jan Kowalski *                                                                               | por. Jerzy Lgocki *                                                                               | ppor. Józef Maj-Majewski *                                                                        |
| plut. Adam Mastalski                                                                              | kpr. Stanisław Murdza *                                                                           | kan. Władysław Niedźwiedzki *                                                                     |
| ppor. Stanisław Nowotny                                                                           | kpt. Mieczysław Patek *                                                                           | por. Rudolf Rosenberg *                                                                           |
| st. ogn. Aleksander Ruśniak *                                                                     | mjr inż. Jan Spilka*                                                                              |                                                                                                   |

## Pułk w okresie pokoju
Po zakończeniu działań bojowych w 1921 pułk przemieszczono do Krakowa, który stał się garnizonem pułku. Pułk wchodzi wtedy w skład 6 Dywizji Piechoty.
19 maja 1927 roku Minister Spraw Wojskowych marszałek Polski Józef Piłsudski ustalił i zatwierdził dzień 18 września, jako datę święta pułkowego. 14 grudnia 1928 roku minister spraw wojskowych marszałek Polski Józef Piłsudski zmienił datę święta pułkowego 6 pap z dnia 18 września na dzień 22 maja. 31 grudnia 1938 roku minister spraw wojskowych, gen. dyw. Tadeusz Kasprzycki zmienił datę święta pułkowego z dnia 22 maja na dzień 19 maja.
5 czerwca 1927 w katastrofie w Witkowicach zginął kan. Józef Wawro, a kpr. Jan Nierząd doznał ciężkich obrażeń ciała.
31 grudnia 1931 roku Minister Spraw Wojskowych przemianował 6 pułk artylerii polowej na 6 pułk artylerii lekkiej.
| Obsada personalna i struktura organizacyjna w marcu 1939 | Obsada personalna i struktura organizacyjna w marcu 1939 |
| Stanowisko                                               | Stopień, imię i nazwisko                                 |
| Dowództwo                                                | Dowództwo                                                |
| -------------------------------------------------------- | -------------------------------------------------------- |
| dowódca pułku                                            | płk Franciszek Ludwik Szechiński                         |
| I zastępca dowódcy                                       | ppłk dr Stanisław Józef Pochopień                        |
| adiutant                                                 | kpt. Stanisław Karol Wojtanowski                         |
| lekarz medycyny                                          | por. lek. Alfons Stefan Beil                             |
| starszy lekarz weterynarii                               | mjr Stefan Wojnarowski                                   |
| oficer zwiadowczy                                        | kpt. Józef III Sozański                                  |
| II zastępca dowódcy (kwatermistrz)                       | mjr Maksymilian Chojecki                                 |
| oficer mobilizacyjny                                     | mjr adm. (art.) dr Józef Stanisław Mirocki               |
| zastępca oficera mobilizacyjnego                         | kpt. (adm.) Kazimierz Stempkowski                        |
| oficer administracyjno-materiałowy                       | por. Franciszek Gacoń                                    |
| oficer gospodarczy                                       | kpt. int. Jan Stańda                                     |
| oficer żywnościowy                                       | por. Jan Tomaszewski                                     |
| dowódca plutonu łączności                                | kpt. Stanisław Rokicki                                   |
| oficer plutonu                                           | por. Ludwik Henryk Gołębiewski                           |
| Szkoła podoficerska                                      |                                                          |
| dowódca szkoły podoficerskiej                            | kpt. Stanisław Michał Kobylarz                           |
| zastępca dowódcy                                         | kpt. Edward Słowik                                       |
| dowódca plutonu                                          | ppor. Wincenty Józef Kwieciński                          |
| dowódca plutonu                                          | ppor. Jan Kamieński                                      |
| I dywizjon                                               |                                                          |
| dowódca I dywizjonu                                      | mjr dypl. Stanisław Fieldorf                             |
| dowódca 1 baterii                                        | kpt. Zenon Małłysko                                      |
| dowódca plutonu                                          | ppor. Stanisław Emilian Lochman                          |
| dowódca 2 baterii                                        | por. Stanisław Bonder                                    |
| dowódca plutonu                                          | ppor. Henryk Sikorski                                    |
| dowódca 3 baterii                                        | kpt. Stanisław Michał Kobylarz                           |
| II dywizjon                                              |                                                          |
| dowódca II dywizjonu                                     | mjr Jan Gintel                                           |
| dowódca 4 baterii                                        | kpt. kontr. art. Jerzy Turaszwili                        |
| dowódca plutonu                                          | ppor. Tadeusz Ciundziewicki                              |
| dowódca 5 baterii                                        | por. Franciszek Duszczyński                              |
| dowódca plutonu                                          | ppor. Stefan Pawłowicz                                   |
| dowódca 6 baterii                                        | por. Jan Henryk Roman                                    |
| dowódca plutonu                                          | ppor. Jan Kamieński                                      |
| III dywizjon                                             |                                                          |
| dowódca III dywizjonu                                    | mjr Franciszek Mrowec                                    |
| dowódca 7 baterii                                        | kpt. Józef Aulich                                        |
| dowódca plutonu                                          | ppor. Tadeusz Stanecki                                   |
| dowódca 8 baterii                                        | kpt. Mieczysław Stanisław Ligięza                        |
| dowódca plutonu                                          | ppor. Marian Ryszard Jakubowski                          |
| na kursie                                                | kpt. Jan Stefan Kurzeja                                  |
| na kursie                                                | por. Alfred Marceli Lewandowski                          |
| na kursie                                                | por. Jan Pabich                                          |

## Walki w kampanii wrześniowej
W kampanii wrześniowej pułk wziął udział w składzie 6 Dywizji Piechoty z Armii „Kraków”.
Został zmobilizowany pod koniec sierpnia 1939 roku w mobilizacji alarmowej, poczynając od I dywizjonu, mobilizowanego od 24 sierpnia 1939 r.
W dniach 1–2 września 1939 pierwsze dwa dywizjony pułku walczyły w bitwie granicznej w rejonie Pszczyny odpierając ataki niemieckich czołgów i niszcząc pewną ich liczbę (tzw. bitwa pszczyńska). Poniosły przy tym duże straty w ludziach i sprzęcie. W tym, 1 września I dywizjon walczył pod Brzeźcami, osłaniając rozwinięcie 6 Dywizji Piechoty i niszcząc ok. 10 czołgów, utrzymując pozycje do wieczora bez strat w działach. 2 września I i II dywizjon walczyły pod Pszczyną i Ćwiklicami, tracąc jednak w ataku czołgów cały sprzęt I dywizjonu (12 armat) i połowę z II dywizjonu (4 baterię i połowę 5 baterii).
III dywizjon haubic został 1 września przydzielony (wraz z dwoma batalionami 12 pułku piechoty) do 1 Brygady Górskiej KOP. Jego 8 bateria (kpt. Kurzei) działała przez większość czasu w oderwaniu od dywizjonu i weszła do akcji 2 września pod Osielcem, ostrzeliwując niemieckie kolumny. Została następnie przejściowo podporządkowana 16 dywizjonowi artylerii motorowej i wraz z nim uczestniczyła w walkach 4 i 5 września pod Pcimiem, wspierając żołnierzy 10 Brygady Kawalerii (zmotoryzowanej) i 12 pułku piechoty. 7. i 9 bateria weszły do akcji 4 września, pod Jawornikiem. W toku odwrotu polskich oddziałów, od 5 września, 8. bateria działała na rzecz napotykanych oddziałów.
W dniach 4–5 września I i II dywizjon został częściowo odtworzony, w składzie po dwie baterie (1., 3., 5., 6.), po pobraniu 10 dział (w tym być może haubic 100 mm) z koszar 6. pal w Krakowie, które były pierwotnie przeznaczone dla mobilizowanego 55 pal. 5 września wspierały one ogniem piechotę w rejonie Skawiny. W nocy 7/8 września cały pułk przeprawił się bez strat brodem przez Dunajec w rejonie Biskupic Radłowskich, po czym jeden działon 8 baterii (plut. Żaczka) odparł wraz z piechotą atak czołgów na południe od mostu. Pułk rozpoczął następnie odwrót poszczególnymi dywizjonami, wraz z oddziałami 6. DP, na trasie Dąbrowa Tarnowska – Tarnobrzeg – Nisko – Janów Lubelski – Derylaki – Aleksandrów. Podczas odwrotu kilkakrotnie artyleria 6 pal zajmowała pozycje i ostrzeliwała oddziały niemieckie próbujące ścigać lub oskrzydlić polskie oddziały. M.in. I dywizjon uczestniczył w akcji przeciw niemieckiej kolumnie pancernej pod Dąbrową Tarnowską. W toku odwrotu, z dwóch porzuconych haubic i artylerzystów bez przydziału dowódca artylerii dywizyjnej 6 DP utworzył dodatkową dwudziałową baterię, lecz brak jest informacji o jej losach.
Z rozkazu dowódcy Armii „Kraków” 5 bateria została 10 września podporządkowana 3 pułkowi ułanów, do którego dołączyła 12 września. Z Frampola pułk ten skierował się na północ, w kierunku na Lublin. 17 września wieczorem 5. bateria została zaskoczona w marszu za Turobinem przez oddziały niemieckie i straciła dwa działa, zginął także jej dowódca por. Duszczyński. Pozostałości baterii kapitulowały kilka dni później z polskim zgrupowaniem w rejonie Huty Turobińskiej. 14 września w skład II dywizjonu 6 pal została włączona osamotniona 3 bateria 40 pal kpt. Jordana, a następnie jeszcze 2. bateria 40. pal (kpt. E. Kaszubskiego). 14 września wszystkie dywizjony pułku, maszerujące osobno, stanęły na postój w lesie na zachód od Aleksandrowa.
W dniach 15–16 września cały pułk wspierał pod Aleksandrowem oddziały 6 DP, atakujące bezskutecznie w kierunku Podsośniny, na linii rzeki Tanwi. Poniósł przy tym straty od ognia artylerii niemieckiej, m.in. utracono armatę z II dywizjonu i polegli dowódca 7. baterii ppor. Kamieński i ogniomistrz J. Bill. Pułk wycofał się następnie razem z dywizją w nocy 16/17 września na Józefów. Podejmując próbę przebicia się z okrążenia, 18 września pułk wspierał piechotę w walkach o Paary i Narol, przyczyniając się do lokalnego sukcesu i odbicia Narola.
Pułk dalej wycofywał się razem ze swoją dywizją w kierunku na Rawę Ruską, lecz wobec niemożności przebicia się z okrążenia, poniesionych strat, braków amunicji i zaopatrzenia, oddziały polskie skapitulowały pod Cieszanowem 21 września 1939 roku. Warto dodać, że III dywizjon pułku podczas kampanii nie stracił żadnej ze swoich haubic.
W czasie działań wojennych poległo 5 oficerów, 1 podchorąży, 8 podoficerów, 91 kanonierów; rany odniosło 7 oficerów, 1 podchorąży, 1 chorąży, 5 podoficerów i 27 kanonierów.
| Struktura organizacyjna i obsada personalna we wrześniu 1939 | Struktura organizacyjna i obsada personalna we wrześniu 1939 | Struktura organizacyjna i obsada personalna we wrześniu 1939 |
| Stanowisko                                                   | Stopień, imię i nazwisko                                     | Uwagi                                                        |
| Dowództwo                                                    | Dowództwo                                                    | Dowództwo                                                    |
| ------------------------------------------------------------ | ------------------------------------------------------------ | ------------------------------------------------------------ |
| dowódca pułku                                                | ppłk Borys Kondracki                                         |                                                              |
| adiutant                                                     | kpt. Stanisław Wojtanowski                                   |                                                              |
| oficer łączności                                             | kpt. Edward Słowik                                           |                                                              |
| dowódca plutonu topo.-ogn.                                   | por. Franciszek Gacoń                                        |                                                              |
| I dywizjon                                                   |                                                              |                                                              |
| dowódca dywizjonu                                            | mjr Franciszek Mrowec                                        |                                                              |
| dowódca 1 baterii                                            | kpt. Stanisław Kobylarz                                      | od 4 IX dca I dyonu                                          |
| dowódca 2 baterii                                            | por. Stanisław Bonder                                        |                                                              |
| dowódca 3 baterii                                            | por. Jan Pabich                                              |                                                              |
| II dywizjon                                                  |                                                              |                                                              |
| dowódca dywizjonu                                            | mjr Jan Gintel                                               |                                                              |
| dowódca 4 baterii                                            | kpt. Mieczysław Ligięza                                      | od 4 X dca 1 baterii                                         |
| dowódca 5 baterii                                            | por. Franciszek Duszczyński                                  |                                                              |
| dowódca 6 baterii                                            | por. Jan Roman                                               |                                                              |
| III dywizjon                                                 |                                                              |                                                              |
| dowódca dywizjonu                                            | mjr Maksymilian Chojecki                                     |                                                              |
| dowódca 7 baterii                                            | ppor. Jan Kamieński                                          |                                                              |
| dowódca 8 baterii                                            | kpt. Jan Kurzeja                                             |                                                              |
| dowódca 9 baterii                                            | ppor. Wincenty Kwieciński                                    |                                                              |

### Kawalerowie Virtuti Militari
Żołnierze pułku odznaczeni Orderem Virtuti Militari za kampanię wrześniową 1939 roku
Krzyżem Złotym – mjr Franciszek Mrowec
Krzyżem Srebrnym
| płk Franciszek Szechiński        | ppłk Borys Kondracki    | mjr Maksymilian Chojecki    |
| kpt Jan Kurzeja                  | kpt. Stanisław Kobylarz | por. Franciszek Duszczyński |
| por. Jan Pabich                  | ppor. Jan Kamieński     | ppor. Wincenty Kwieciński   |
| ppor. rez. Władysław Biernat     | ppor. rez. Lesiak       | st. ogn. Józef Olszówka     |
| ogn. Julian Bill                 | ogn. Eugeniusz Jurek    | ogn. Feliks Mazur           |
| plut. pchor. Władysław Rutkowski | plut. Jan Siemek        | kpr. Marcin Babiarz         |
| kpr. Kazimierz Dryja             | kpr. Mieczysław Herod   | kanonier Zbigniew Gołąb     |

## Symbole pułkowe

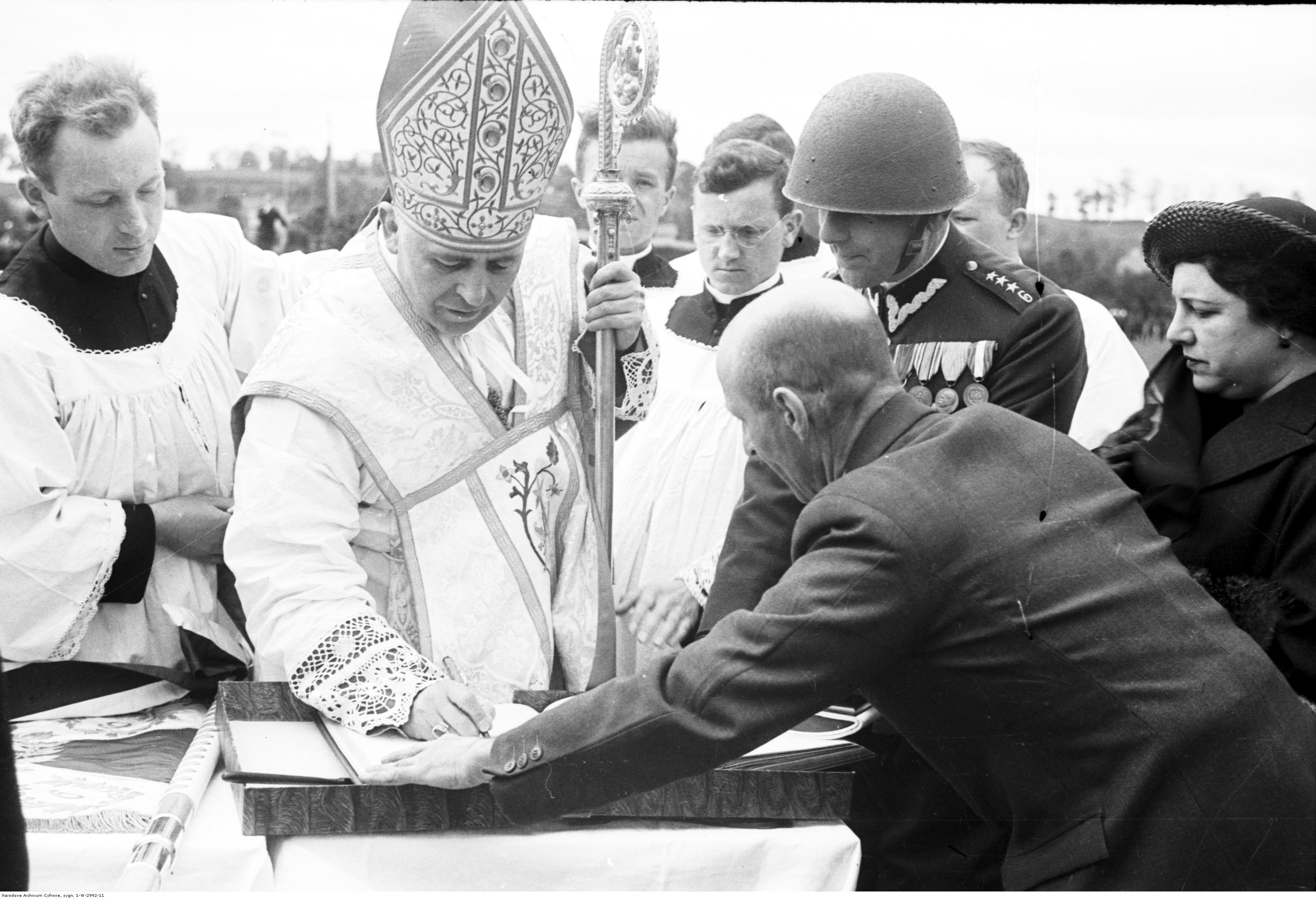
Wręczenie sztandarów pułkom artylerii - bp polowy WP Józef Gawlina wpisuje się do księgi pamiątkowej 6 pal

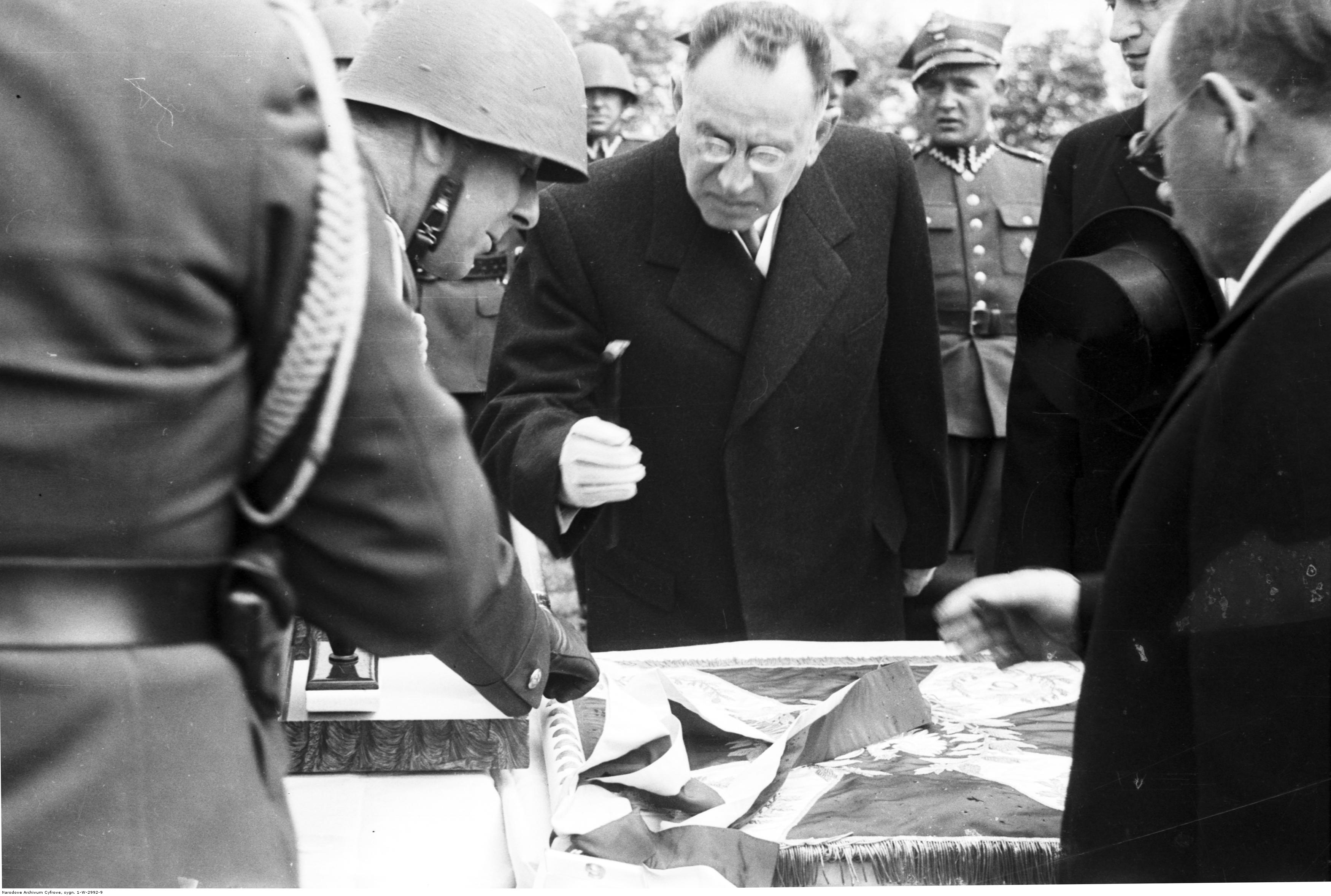
Wręczenie sztandarów pułkom artylerii - prezydent Krakowa Mieczysław Kaplicki wbija pamiątkowy gwóźdź w drzewce sztandaru 6 pal

### Sztandar
Zarządzeniem z 10 grudnia 1937 Prezydent RP zatwierdził wzór sztandaru dla 6 pułku artylerii lekkiej. Sztandar, ufundowany przez społeczeństwo ziemi krakowskiej, przekazał pułkowi gen. Juliusz Rómmel na Błoniach Krakowskich 29 maja  1938, podczas ceremonii wręczenia sztandarów oddziałom artylerii z Okręgu Korpusu Nr V i X.

Sztandar został wykonany zgodnie z wzorem określonym w rozporządzeniu Prezydenta Rzeczypospolitej z dnia 13 grudnia 1927 o godłach i barwach państwowych oraz o oznakach, chorągwiach i pieczęciach.

Na prawej stronie płata znajdował się amarantowy krzyż, w środku którego wyhaftowano orła w wieńcu laurowym. Na białych polach, pomiędzy ramionami krzyża, znajdowały się cyfry 8 w wieńcach laurowych.

Na lewej stronie płata sztandarowego, pośrodku krzyża kawaleryjskiego znajdował się wieniec taki sam jak po stronie prawej, a w wieńcu trzywierszowy napis „HONOR I OJCZYZNA”. W rogach sztandaru, w mniejszych wieńcach umieszczone były na tarczach:
- w prawym górnym rogu – wizerunek Matki Boskiej Częstochowskiej,
- w lewym górnym rogu – wizerunek św. Barbary,
- w prawym dolnym rogu – godło m. Krakowa,
- w lewym dolnym rogu – odznaka pamiątkowa 6 pal[34].

Na ramionach krzyża kawalerskiego znajdowały się wyhaftowane nazwy i daty ważniejszych bitew pułku:
- na górnym – „Kraków 24.V.1919”,
- na dolnym – „Krasne 5.IX.1920”,
- na lewym – „Marcinówka 19.V.1920”,
- na prawym – „Puchowicze 10.VII.1920”.

Sztandar pułku został pozostawiony we wrześniu 1939 roku w koszarach pułku w Krakowie, po czym podczas kampanii wrześniowej został zabrany przez oficerów Ośrodka Zapasowego Artylerii Lekkiej i wraz z nimi ewakuowany na Węgry. Stamtąd trafił przez Włochy i Francję do Wielkiej Brytanii. Po wojnie pozostał w Muzeum im. gen. Sikorskiego w Londynie.

### Odznaka pamiątkowa
18 marca 1929 minister spraw wojskowych zatwierdził wzór i regulamin odznaki pamiątkowej 6 pułku artylerii polowej. Odznaka o wymiarach 46x46 mm ma kształt krzyża o ściętych ramionach pokrytych ciemnozieloną i czarną emalią. Na ramionach krzyża wpisano numer i inicjały „6 PAP”. W środku krzyża nałożony na niebiesko emaliowanym tle herb Krakowa, otoczony wieńcem laurowym. Między ramionami krzyża skrzyżowane lufy armatnie. Odznaka dwuczęściowa - wykonana w srebrze lub w tombaku srebrzonym i emaliowana, na rewersie numerowana. Wykonawcą odznak był Józef Trębacz z Krakowa.

## Kadra pułku
Dowódcy pułku

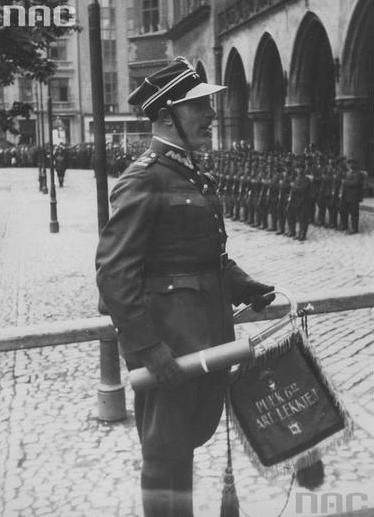
Piętnastolecie 6 pal w Krakowie; maj 1934. D-ca pułku płk Aleksander Hertel z trąbką pułkową z płomieniem.

- mjr Stanisław Nazarewicz – dowódca 3 pułk artylerii wałowej (od 23 I 1919[40][41])
- ppłk Teodor Nałęcz-Tański[42] (od VI 1919)
- mjr Karol Grodzicki
- płk Ryszard Frendl (1923 – 10 IV 1925[43] → szef artylerii OK V)
- płk Godfryd Kellner (10 IV 1925[44] - III 1929)
- ppłk Jan Geniusz (III 1929 – XIII 1932)
- płk Aleksander Hertel (XII 1932 – XI 1936)
- płk Franciszek Ludwik Szechiński (1936 – 28 VIII 1939)
- ppłk Borys Kondracki (28 VIII - 20 IX 1939)

Zastępcy dowódcy pułku
- ppłk art. Karol Grodzicki (od 12 VII 1921[45]
- ppłk dr Ludwik Tobolewicz (1923)
- ppłk art. Edward d’Erceville (3 XI 1923[46] – 17 V 1925 → zastępca szefa Wydziału Artylerii Departamentu III MSWojsk.[47])
- ppłk art. Stanisław Julian Ożegalski (od VI 1925[48])
- ppłk Michał Sikorski (do VI 1927)
- mjr / ppłk Michał Gałązka (VI 1927 –  I 1930)
- mjr / ppłk Franciszek Ludwik Szechiński (I 1930 – 1936)
- ppłk art. Michał Langenfeld (od 1936)
- ppłk dr Stanisław Józef Pochopień (do VIII 1939)

### Żołnierze 6 pułku artylerii lekkiej - ofiary zbrodni katyńskiej
Biogramy ofiar zbrodni katyńskiej znajdują się między innymi w bazach udostępnionych przez Ministerstwo Kultury i Dziedzictwa Narodowego oraz Muzeum Katyńskie.
| Nazwisko i imię             | stopień              | zawód              | miejsce pracy przed mobilizacją  | zamordowany |
| --------------------------- | -------------------- | ------------------ | -------------------------------- | ----------- |
| Ściślewski Kazimierz        | porucznik rezerwy    | lekarz weterynarii | Urząd Wojewódzki w Warszawie     | Katyń       |
| Danyluk Jan Michał          | podporucznik rezerwy | student            | WSH Kraków                       | Katyń       |
| Kosiński Tomasz             | porucznik rezerwy    | inżynier leśnik    | zarz. dóbr hr. Badenich w Busku  | Katyń       |
| Laberschek Stanisław        | podporucznik rezerwy | prawnik            | sędzia Sądu Grodzkiego w Milówce | Katyń       |
| Piekus Teofil               | porucznik rezerwy    | nauczyciel         | szkoła w Orzegowie               | Katyń       |
| Adamski Zbigniew            | podporucznik rezerwy | inżynier           | Narodowy Bank Polski             | Charków     |
| Bojarski-Sas Wiktor         | porucznik rezerwy    | jubiler            |                                  | Charków     |
| Budziński Jan               | podporucznik rezerwy | lekarz weterynarii | praktyka w Darkowie              | Charków     |
| Eulenfeld Witold Eugeniusz  | podporucznik rezerwy | mgr                |                                  | Charków     |
| Głąb Rudolf Jan             | porucznik rezerwy    | inżynier           |                                  | Charków     |
| Kłosiński Edward            | major rezerwy        | lekarz weterynarii | praktyka w Ciechnowie            | Charków     |
| Kowalczyk Józef             | podporucznik rezerwy | chemik, mgr        |                                  | Charków     |
| Lenartowski-Linhardt Edward | kapitan rezerwy      | prawnik            |                                  | Charków     |
| Mrowec Franciszek           | major                | żołnierz zawodowy  |                                  | Charków     |
| Ożarski Antoni Bronisław    | porucznik rezerwy    |                    |                                  | Charków     |
| Straszewski Grzegorz        | porucznik rezerwy    | prawnik, mgr       |                                  | Charków     |
| Szkup Jan Witold            | podporucznik rezerwy | lekarz weterynarii | praktyka w Dąbrowie Górniczej    | Charków     |
| Wojtowicz Adam              | podporucznik rezerwy |                    |                                  | Charków     |
| Baran Andrzej               | kanonier             |                    |                                  | Kalinin     |
| Skrętkowicz Wiktor          | podporucznik rezerwy | prawnik            | Sąd Okręgowy w Tarnopolu         | ULK         |